# Blepharoneura pulchella
Blepharoneura pulchella är en tvåvingeart som först beskrevs av Wulp 1899.  Blepharoneura pulchella ingår i släktet Blepharoneura och familjen borrflugor. Inga underarter finns listade.